# Myslivna (Cheb)
Myslivna byl městský chorobinec, později hostinec a před demolicí v roce 2013 hodinový hotel. Budova se nacházela nedaleko města Chebu u staré silnice směrem na Pomezí nad Ohří. Dnes se v lesoparku u ruin stavby nachází diskgolfové hřiště Myslivna.

## Historie objektu
První písemná zmínka o chorobince pochází z roku 1441. Druhý městský chorobinec byl nazýván „pod sv. Annou“, případně „V Chlumu“. V 16. století zde byla zřízena izolační stanice pro malomocné. V 19. a 20. století zde stál starobinec. Od roku 1829 se v areálu nacházel i hostinec.
Výletní restaurace v areálu Myslivny se stala populární v období komunismu. Po Sametové revoluci byl v areálu zřízen hodinový hotel. Budova byla v havarijním stavu zbořena v roce 2013.